# 米西当
米西当（法語：Mussidan，法語發音：[mysidɑ̃]），法国西南部城市，新阿基坦大区多尔多涅省的一个市镇，隶属于佩里格区，其市镇面积为3.9平方公里，2022年1月1日时人口数量为2,778人，在法国城市中排名第4,042位。
米西当位于多尔多涅省西部，伊勒河左岸，是一个区域性的中心城市，库特拉－蒂勒铁路由此通过。

## 地名来源

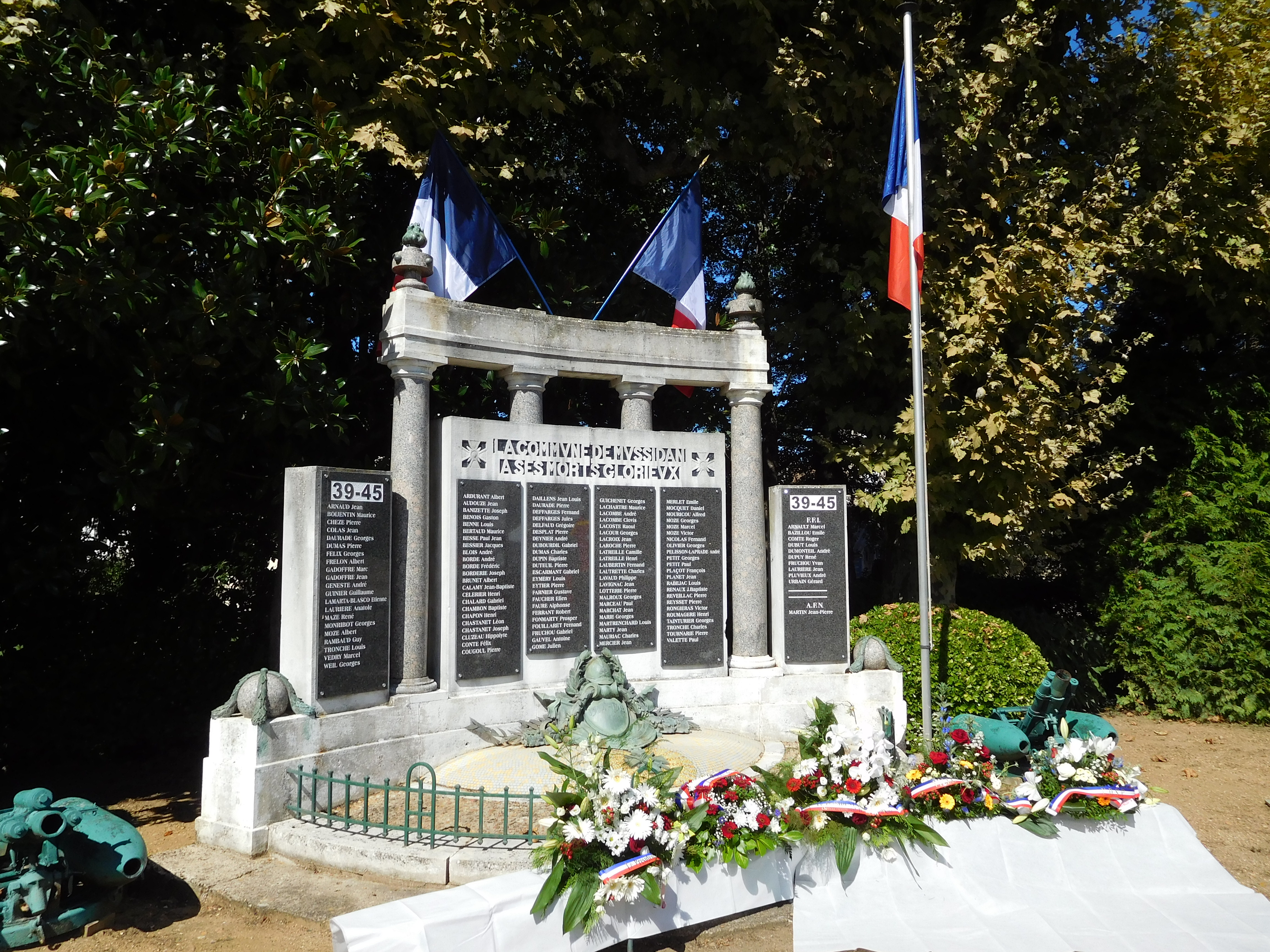
米西当二战纪念碑

“米西当”一名来源尚不清楚，其奥克语写法为。

## 历史
米西当建城于中世纪，彼时为阿基坦公国伊勒河上的一处渡口，被拉罗什富科家族控制。法国大革命后，米西当成为多尔多涅省的一个市镇，并在1790至1800年间成为该省的一个地区行署。工业革命期间，沿伊勒河平行而建的铁路建成。二战时期，米西当接纳了大批来自沦陷区维日的难民，战后，两地间建立了友好城市关系。

## 地理

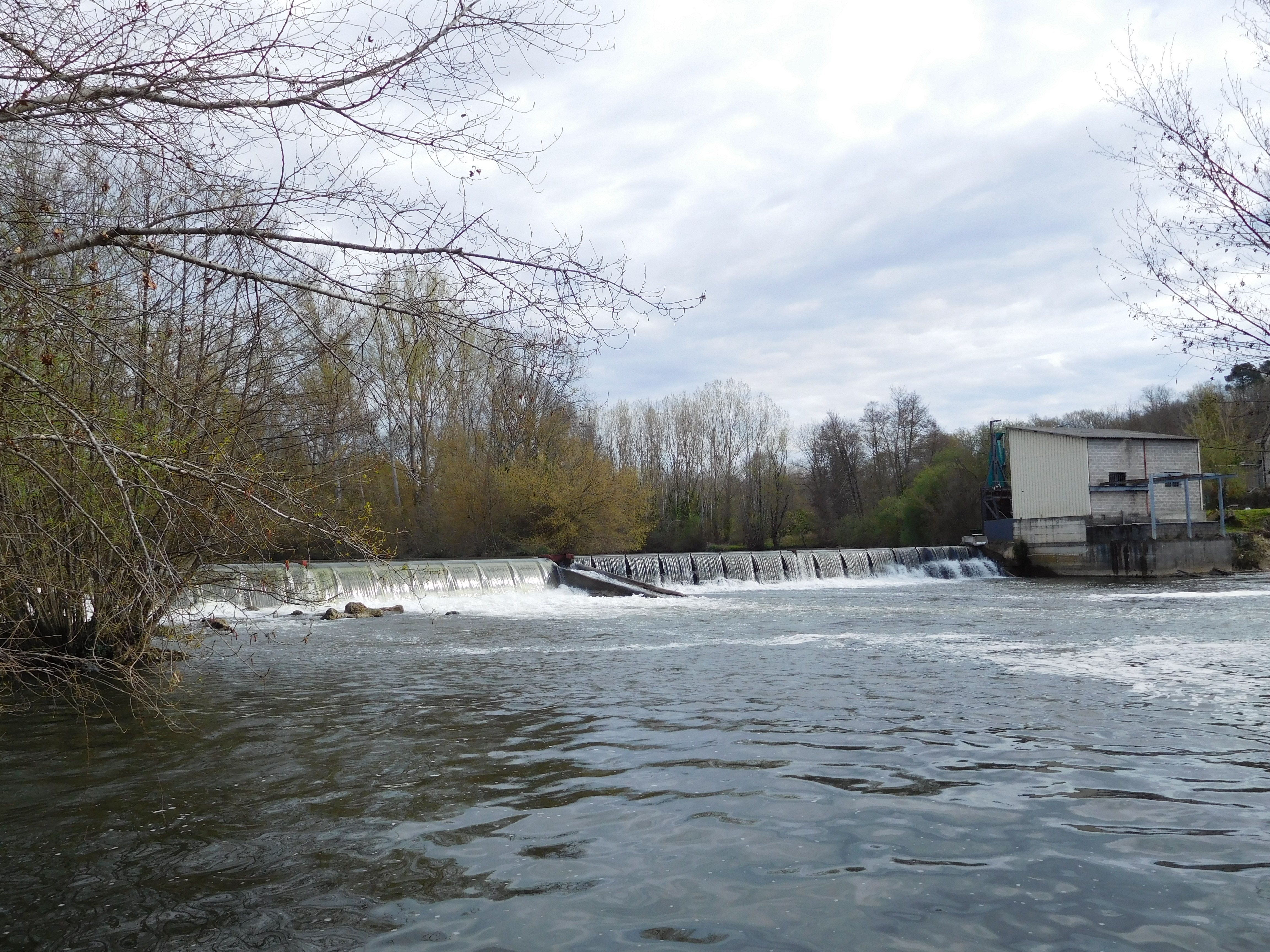
加比尤水坝

米西当位于法国西南部，新阿基坦大区中部和多尔多涅省西部，距离省会佩里格大约39公里。与米西当接壤的市镇包括：圣弗龙德普拉杜、莱莱什、布尔尼亚克、苏尔扎克、圣梅达尔德米西当。

### 地形
米西当位于佩里戈尔丘陵地区，境内以丘陵为主，市中心部分区域地势起伏明显，全境海拔在42到106米之间。

### 水文
伊勒河自东向西流经境内，市区整体位于河流左岸（南岸），该河是多尔多涅河的支流，属于吉伦特河流域，在米西当段建有加比尤水坝（Barrage de Gabillou）。其左岸支流克朗普斯河在米西当与伊勒河交汇。

### 植被
米西当属于温带落叶林区，市区东部和南部有林地分布。

### 气候
米西当在柯本气候分类法中属于温带海洋性气候。

## 行政区划
米西当是法国新阿基坦大区多尔多涅省的一个市镇，编号为24299。米西当隶属于佩里格区和伊勒河谷县，是佩里戈尔地区伊勒和克朗普斯市镇公共社区的办公驻地，在2015年前也是米西当县的县治。
法国国家统计与经济研究所（简称）在进行数据统计时，将米西当及相邻的另外5个市镇设为米西当城市核心区，并将包括核心区在内的周边共7个市镇划为米西当城市区。同时，还将米西当市镇分为了19个“块区”（IRIS），以便于统计人口分布情况。

## 交通

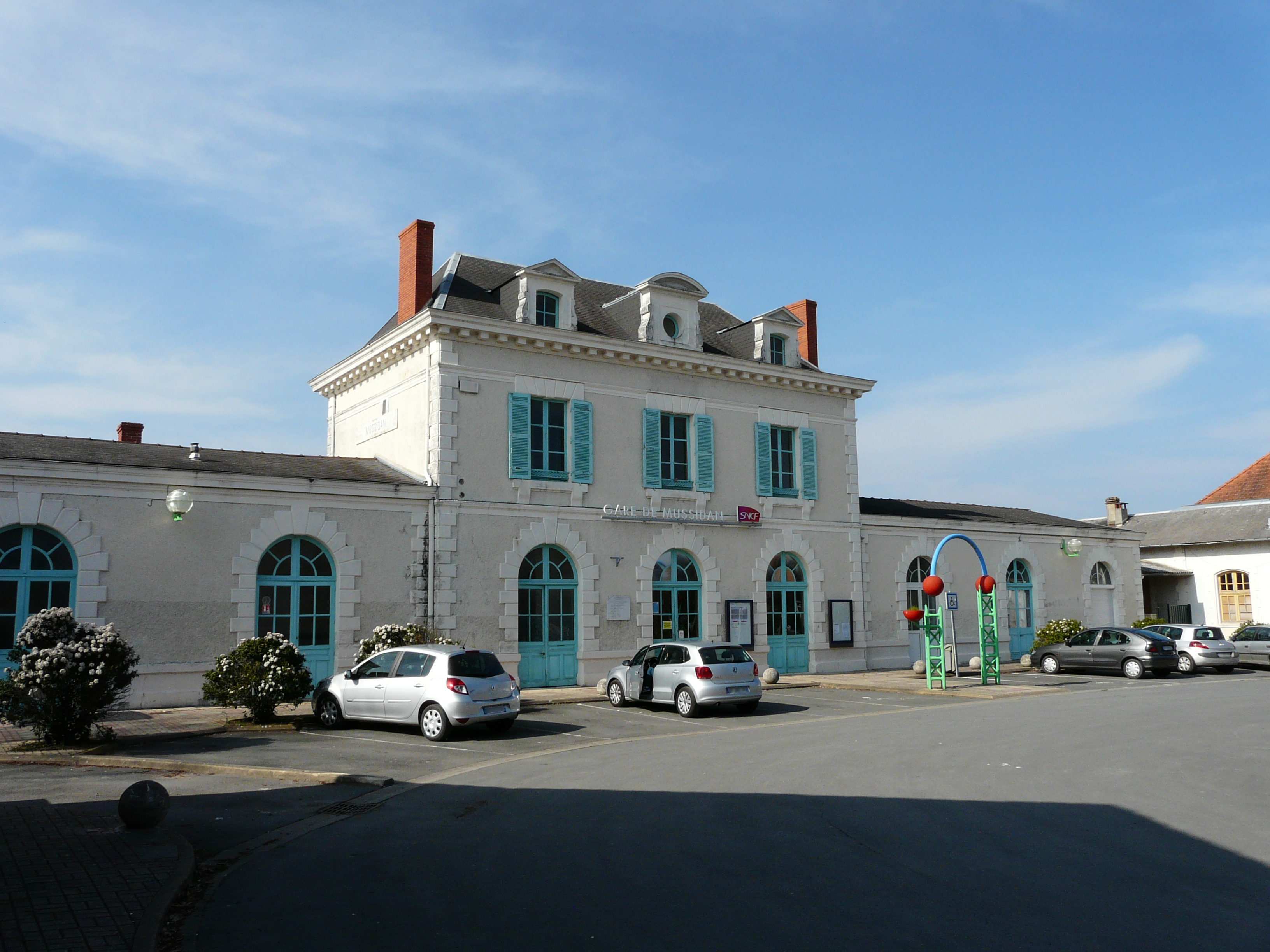
米西当火车站

### 公路
法国A89高速公路13号出入口可通向米西当市区，此外多条多尔多涅省省道在米西当境内交汇，新阿基坦大区下属的城际客运提供巴士线路，可前往里贝拉克。
2017年，57.3%的米西当家庭拥有至少一辆的私人汽车。2017年，米西当境内共发生各类交通事故1起，造成1人受伤。

### 铁路
米西当位于库特拉－蒂勒铁路上，该铁路是法国西南部的重要地方铁路干线。米西当站位于市区西部，停靠往返于波尔多和佩里格一线的区域列车，部分车次延伸至利摩日、布里夫拉盖亚尔德及于塞勒。

### 航空
距离米西当最近的民用航空站为贝尔热拉克机场，距离米西当市中心的公路里程约29公里。

### 城市公共交通
米西当暂无城市公共交通系统。

## 政治

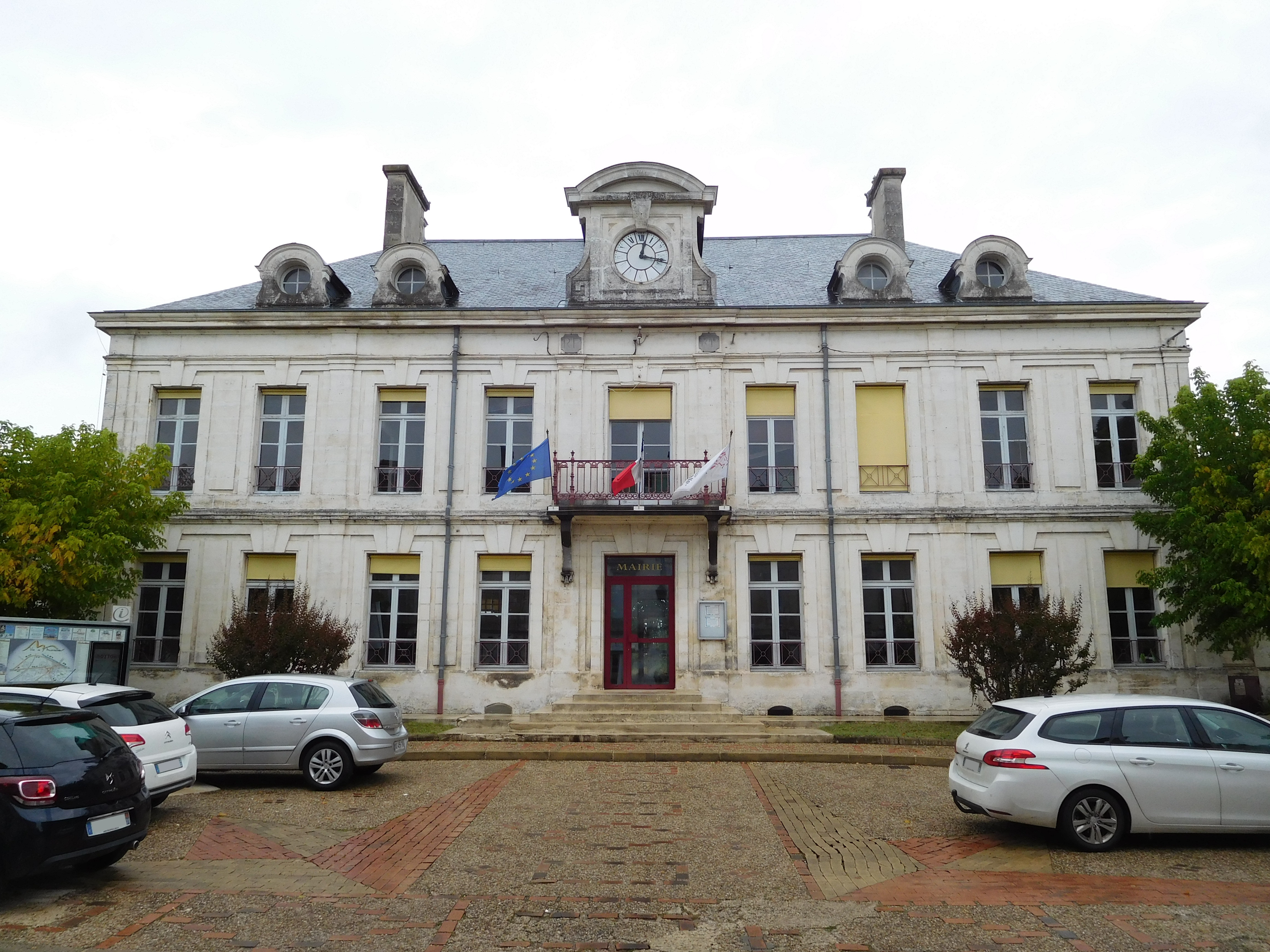
米西当市政厅

米西当的现任市长为斯泰凡·特里卡尔先生（Stéphane Triquart），他是一名右翼无党派人士，在2020年的市政选举中获得了55.02%的支持率。
在2017年的法国总统大选中，法国第25任总统埃马纽埃尔·马克龙在米西当获得了58.98%的支持率。

## 人口
2017年，米西当市镇人口数量为2,710，在法国排名第4,042位。其中男性1,212人，女性1,498人，75岁及以上人口占17.7%，外籍人口数量为533人，人口密度为704人/平方公里，当地居民被称为（男性）或（女性）。2018年，米西当境内出生22人，死亡人口59人。
| 年份   | 1936  | 1946  | 1954  | 1962  | 1968  | 1975  | 1982  | 1990  | 1999  | 2005  | 2010  | 2015  | 2017  |
| ------ | ----- | ----- | ----- | ----- | ----- | ----- | ----- | ----- | ----- | ----- | ----- | ----- | ----- |
| 人口數 | 2,653 | 3,018 | 3,006 | 3,024 | 3,048 | 3,235 | 3,236 | 2,985 | 2,843 | 2,831 | 2,864 | 2,730 | 2,710 |

## 经济
米西当是一个区域性的中心城市，当地共有各类用人单位432家，其中98.85%为中小型企业（PME），平均历史为18年，行政、医疗及社会服务是当地的主要就业岗位类型。

## 财政收入
2018年，米西当的财政收入总额为2,924,240欧元，财政支出总额为2,704,910欧元，当年的债务总额为3,418,500欧元。
2015年，米西当的人均收入总额为2,417欧元，其中高职人员为3,507欧元，普通职员为1,755欧元。
2017年，米西当境内的青壮年（15至64岁）失业率为22.5%，当地28.0%的家庭拥有纳税资格。

## 社会事务

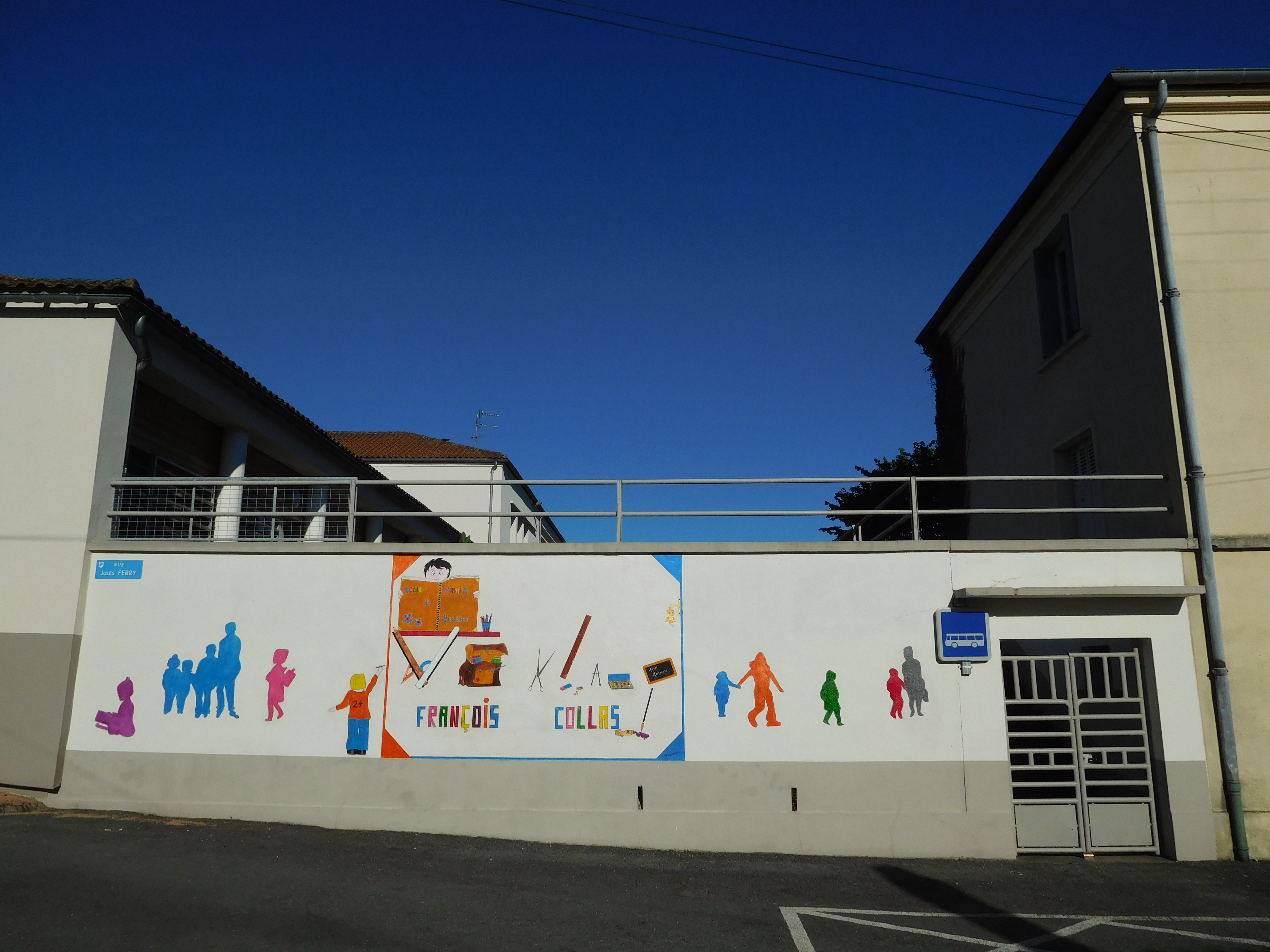
米西当的一所小学

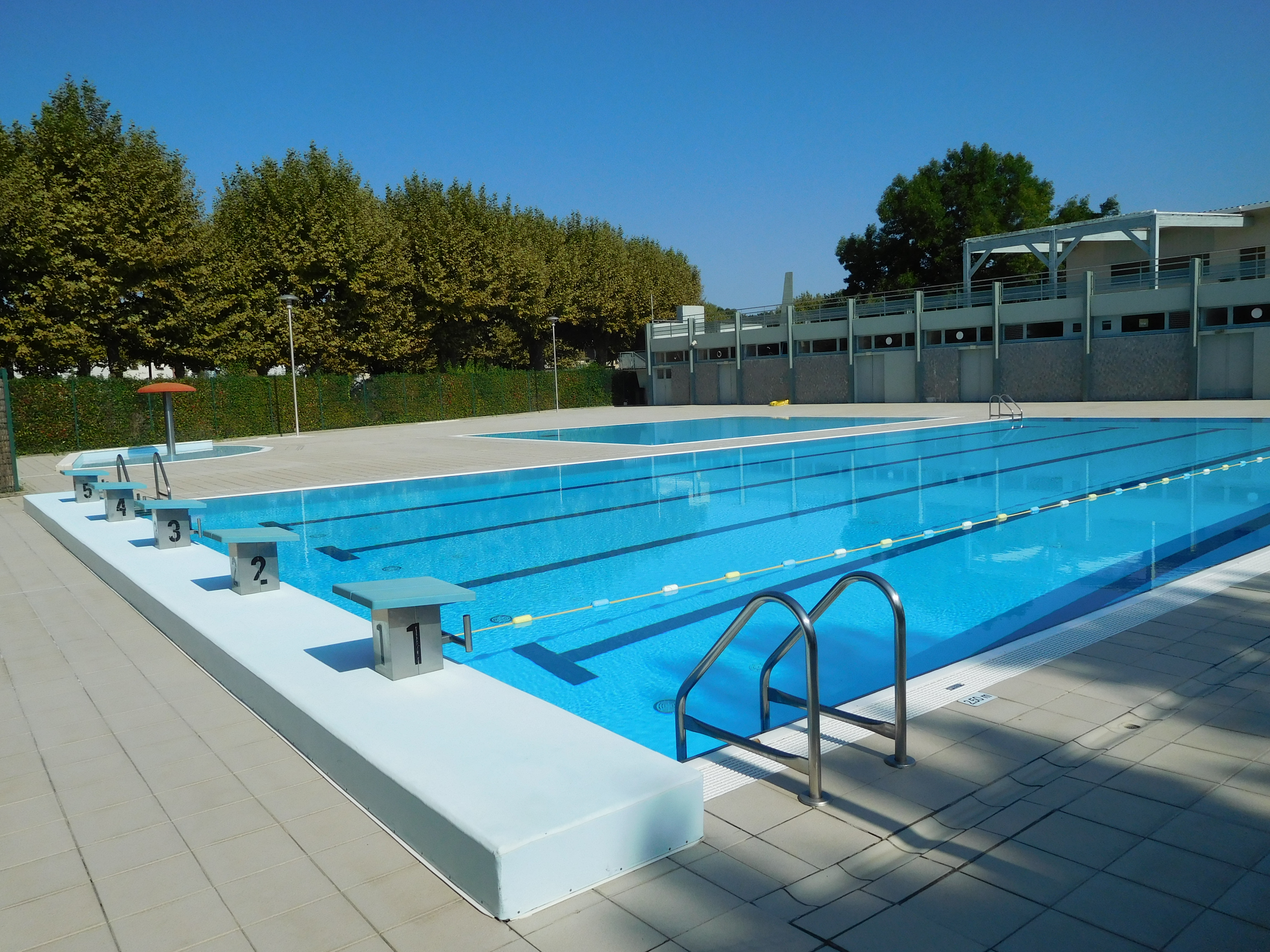
米西当的一处游泳池

### 教育
米西当属于波尔多学区。截止2019年1月1日，米西当境内共有1所幼儿园、1所小学和1所初级中学。2018至2019学年度，米西当境内共有在校中等教育阶段学生448名。

### 医疗
截止2019年1月1日，米西当境内共有全科医生7名、保健师2名、牙医7名和护士13名。境内共有药房3家和养老院2家。
米西当是佩里格中心医院（Centre Hospitalier de Périgueux）的服务范围，后者是法国的一个区域性医疗机构，其主病区位于佩里格市区，距离米西当市中心大约38公里。

### 住房
2017年，米西当境内共有各类住房1,870套，其中77.4%为独立式居民区，22.3%为集中式居民区。常住房屋占米西当市镇范围内居民建筑总量的90.1%。

### 商业
2018年，米西当境内共有各类实体商铺97家，其中餐厅9家、杂货店3家、面包房4家、肉铺4家、书店1家、装饰品店1家、银行门店3家、美容美发店10家、汽车维修店3家。市区西北部的米西当地区圣梅达尔境内建有大型开放式商业街区。

### 体育
2019年，米西当境内共有1家游泳池和1间体育馆。
米西当-圣梅达尔体育俱乐部（US Mussidan Saint-Médard）是当地的一支足球队，主场位于米西当地区圣梅达尔，2020至2021赛季参加新阿基坦大区足球联赛。

### 环境
米西当的环境事务由其所属的公共社区负责。2018年，米西当境内暂无污染企业。

### 治安
2018年，米西当市镇范围内有1处宪兵队。
2014年，米西当及附近地区共发生各类案件1,444起，其中盗窃类案件773起，经济类案件239起，毒品交易类案件97起。

## 文化
2019年，米西当境内共有1家电影院和1家博物馆。米西当市政府提供多媒体中心，向公众全年开放。

### 建筑
米西当境内有多处法国国家文物保护单位，其中大教堂、教堂等为当地的代表性建筑物。

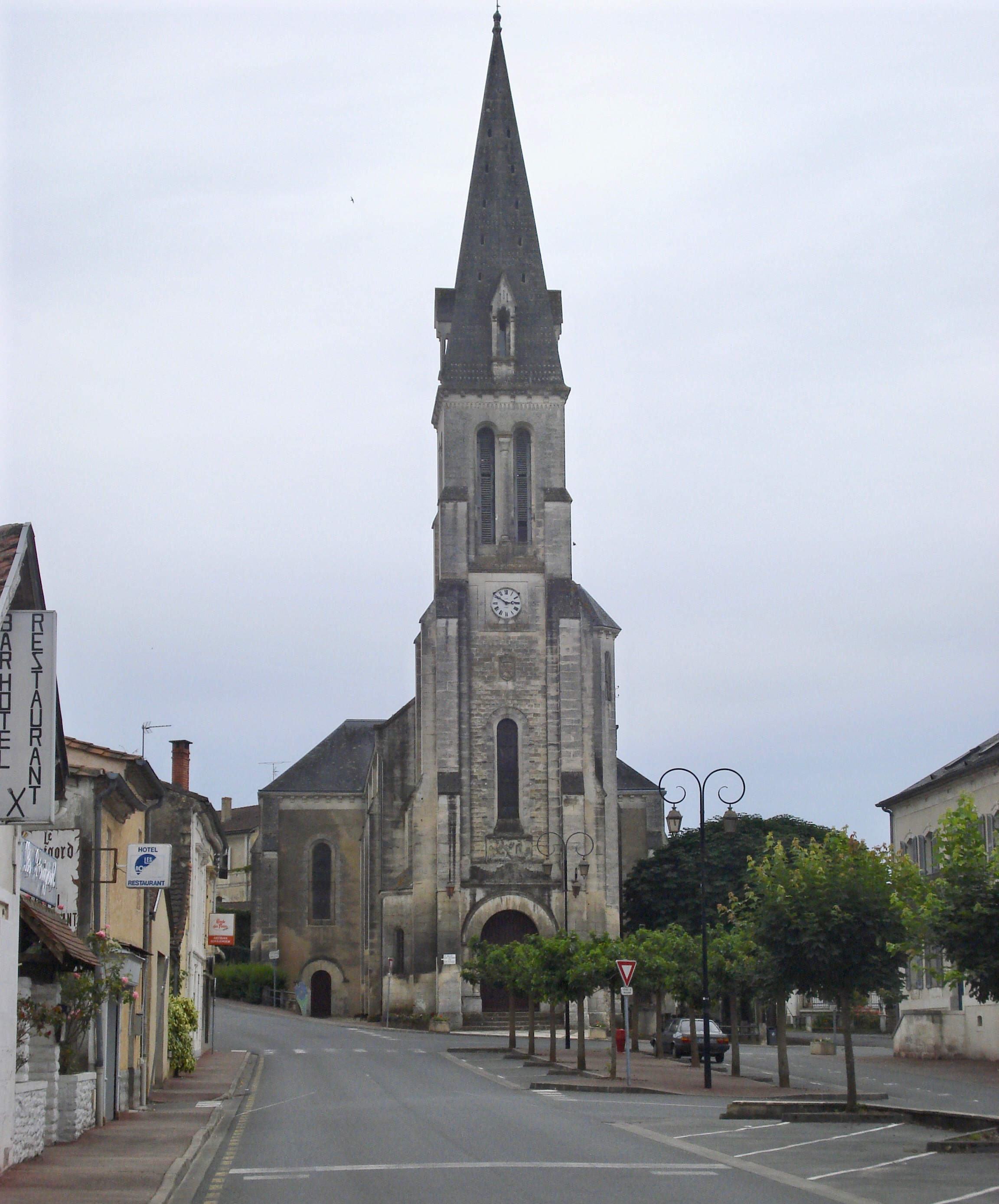
圣乔治教堂
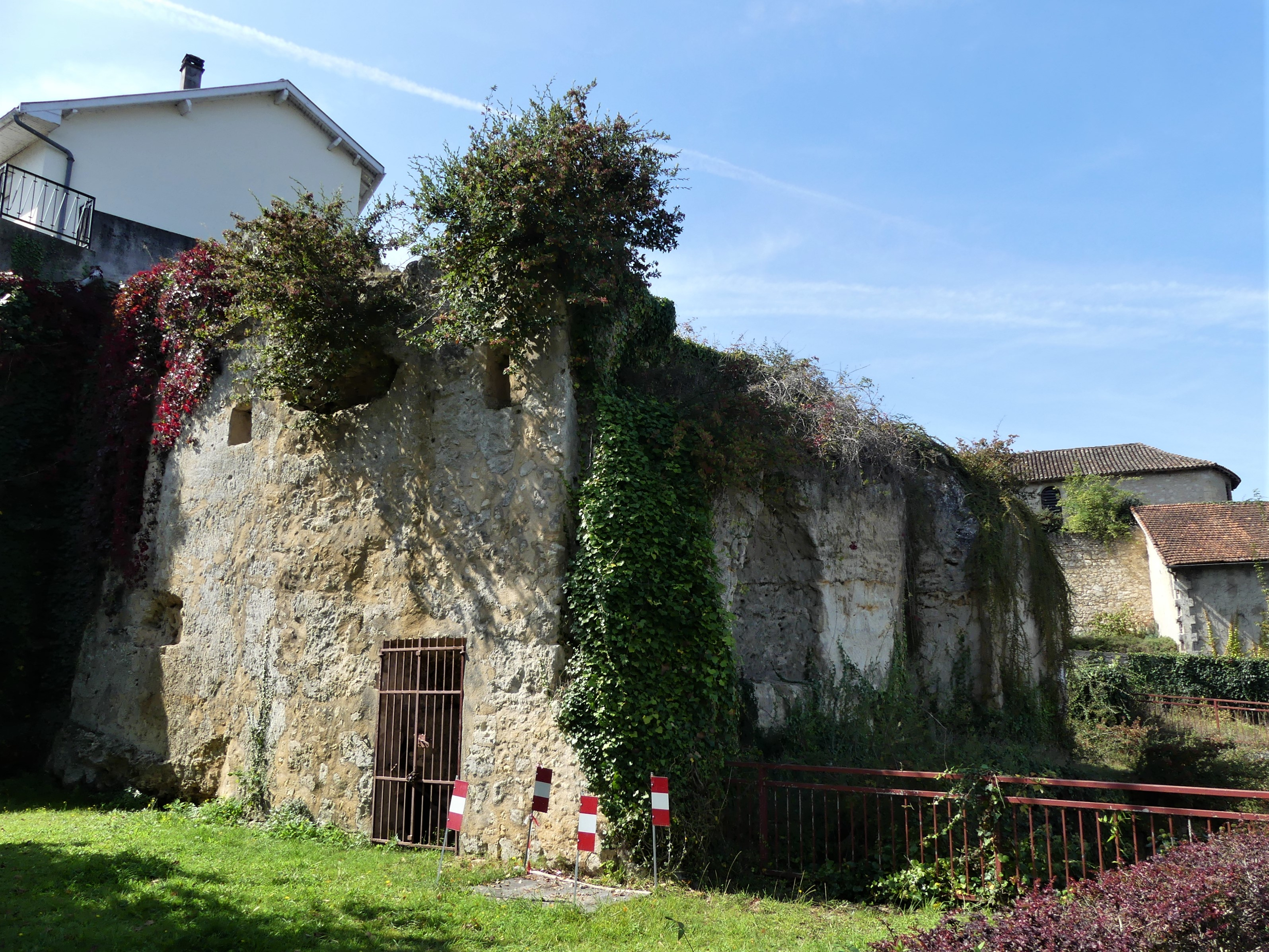
米西当城堡旧址
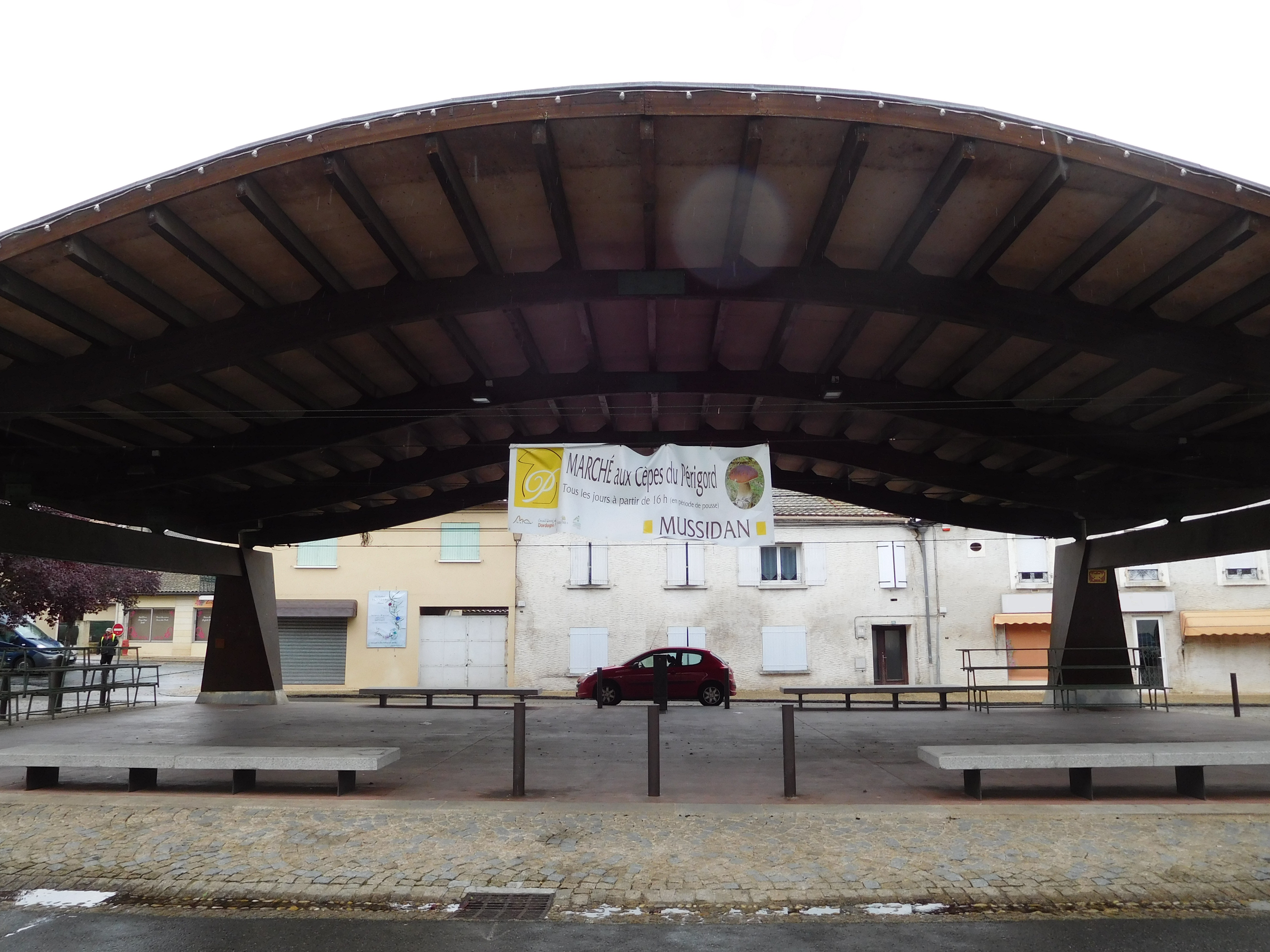
集市
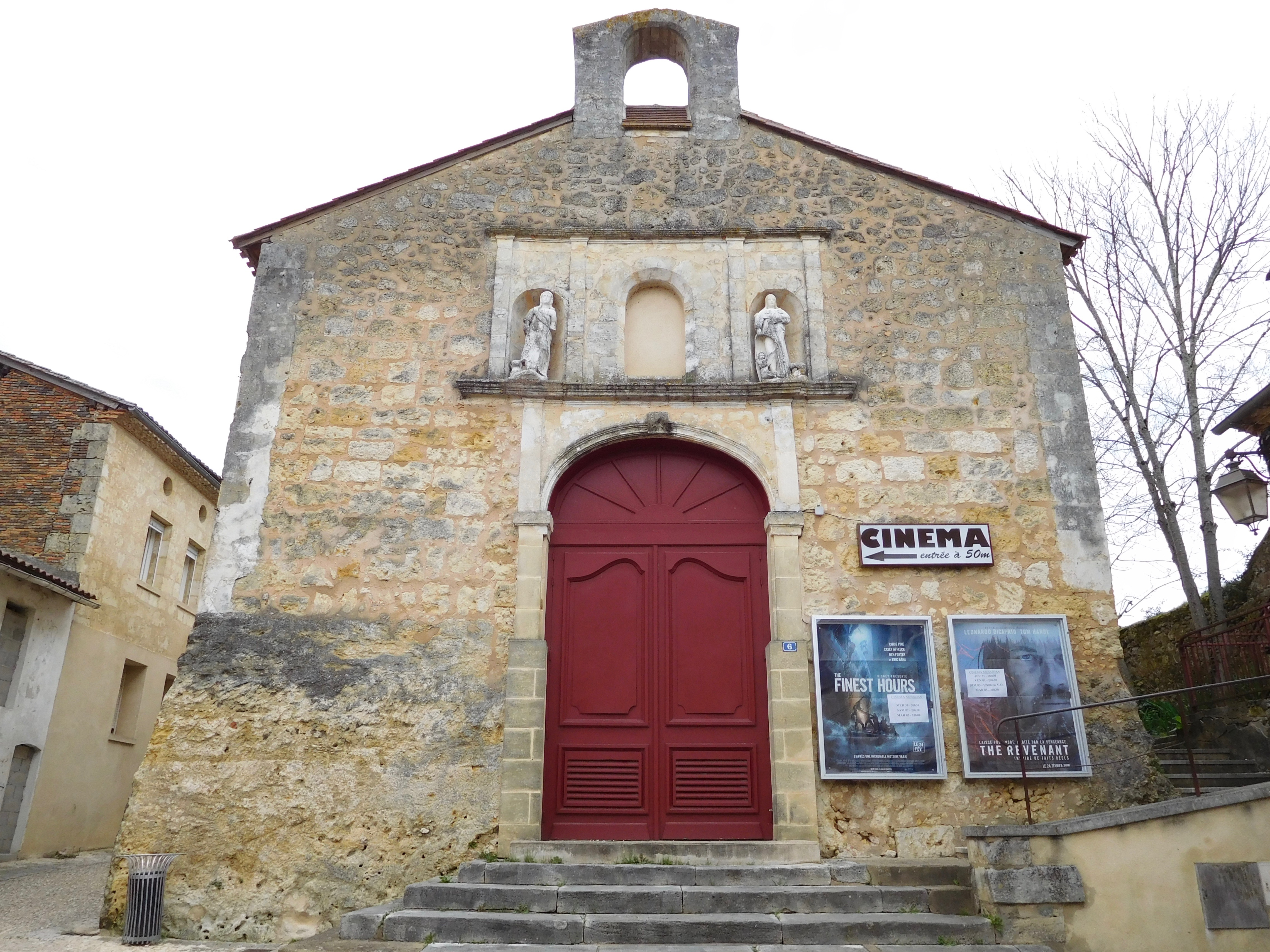
电影院
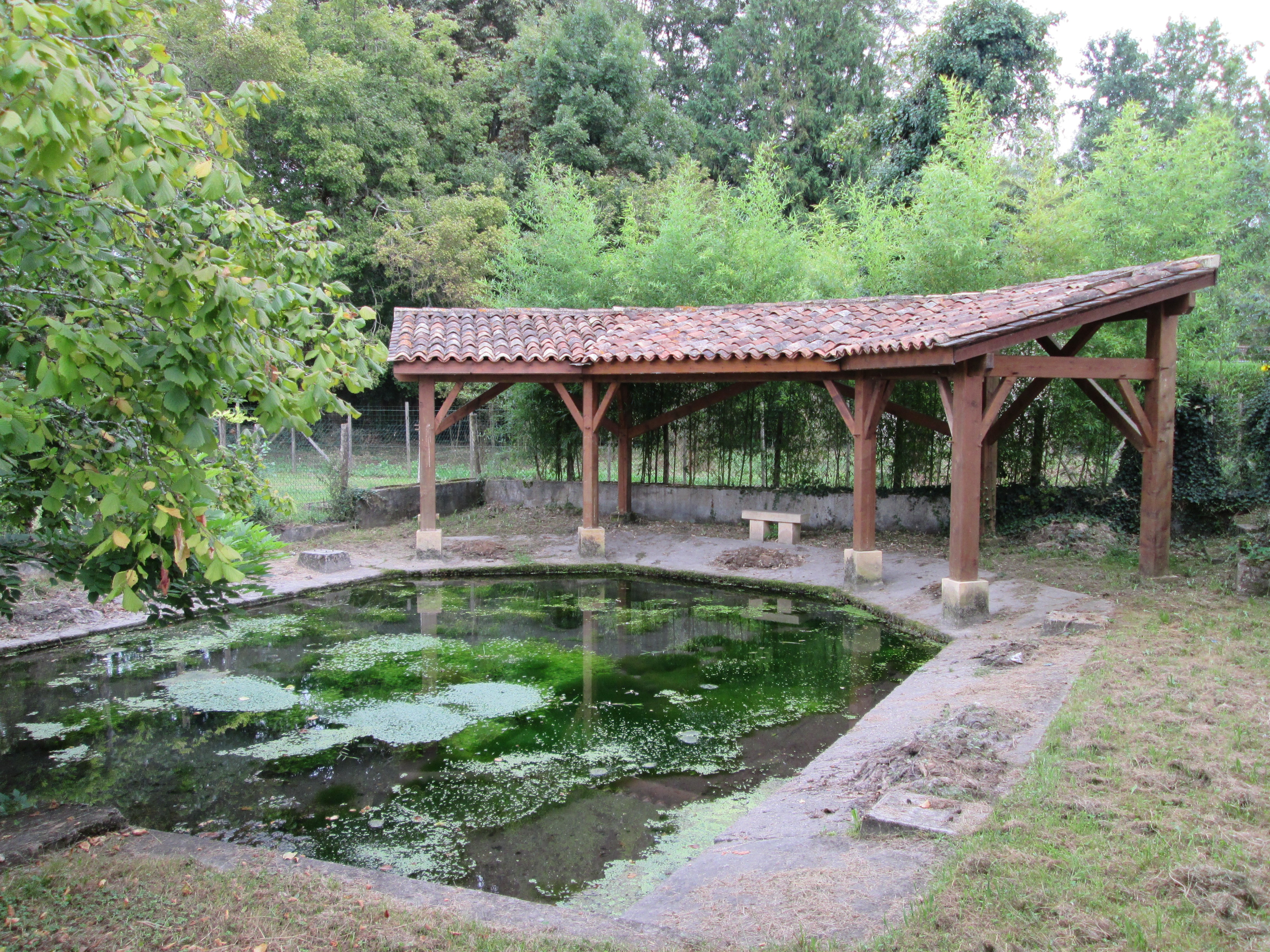
浣溪池

### 旅游
米西当的旅游事务由其所属的公共社区负责。2020年，米西当境内暂无任何接待设施。

### 媒体
法国主要的媒体均可在米西当接收，法国电视三台下属的新阿基坦大区频道在部分时段播出米西当所属区域的地方新闻。

## 友好城市
截至2020年12月，米西当共与三座城市互为友好城市关系：
- 英格兰 伍德布里奇
- 法國 维日[32]
- 圣安娜